# Гръден кош
Гръдният кош (на латински: thorax, торакс) е изграден от 12 чифта ребра (costae), гръдната кост и гръдната част на гръбначния стълб. Ребрата са плоски кости, които отпред завършват с ребрен хрущял. Те се залавят ставно за съответните прешлени, а отпред – ставно за гръдната кост. Всяко ребро се свързва с гръбначния стълб чрез две стави. Едната се образува от задния край на реброто, на което се намира задебеление (caput costae) и тялото на прешлена, а другата – от края му и напречния израстък на прешлена.
Първите седем ребра се свързват с гръдната кост посредством ребрени хрущяли. Хрущялът на първото ребро сраства с дръжката на гръдната кост, а останалите се свързват посредством стави. Ставните капсули на тези стави са къси и са подсилени от предната и задната си страна с връзки. На предната страна те се вплитат в надкостницата и образуват плътна ципа.
Хрущялите на осмо, девето и десето ребро се свързват един с друг и образуват хрущялна дъга (arcus costalis). Всеки по-долен хрущял се свързва с по-горния чрез съединителна тъкан или става. Хрущялът на осмото ребро се свързва с хрущяла на седмото. Последните две ребра не са свързани с другите (плаващи ребра). Поради това ставно залавяне при извършване на дихателни движения ребрата и гръдната кост се повдигат напред и нагоре.

## Гръдният кош като цяло
В предната част на междуребрените пространства и на предната повърхност на междуребрените хрущяли се разполага мембрана, която е изградена от съединителнотъканни снопчета с направление от горе надолу и латерално към медиално. В задната част на междуребрието се намира дълбоко разположена мембрана. Изграждащите я снопчета имат направление от горе надолу и отпред назад по отношение на междуребрието. Тези мембрани представляват сухожилни части на междуребрени мускули.
Функцията на гръдния кош е да затваря кухина (гръдна кухина), в която се разполагат вътрешни органи (сърце, хранопровод, бял дроб, трахея, кръвоносни съдове). По форма той прилича на пресечен кух конус. На него се различават горен и долен отвор, предна, задна и странична стена.
При най-низшите гръбначни, каквито са рибите, броят на ребрата е еднакъв с броя на прешлените. При по-висшите гръбначни броят на ребрата намалява откъм главата към опашката. При птиците и бозайниците те остават развити само в гръдната област.